# Film documentaire sur la nature
Un film documentaire sur la nature est un documentaire qui a pour thème principal les animaux, les plantes ou encore des environnements tels que le désert ou la mer. Ces programmes sont essentiellement faits pour la télévision, bien que certains soient destinés au cinéma. On parle aussi plus précisément de documentaire animalier lorsque le sujet central porte sur une ou plusieurs espèces d'animaux.

## Histoire
Les premiers documentaires sur la nature virent le jour sur la chaîne de télévision anglaise BBC, avec la série Look, commencée en 1955. Cependant, la première série hebdomadaire de 50 minutes fut The World About Us, qui débuta par le  documentaire en couleur Volcano réalisé par Haroun Tazieff. Vers 1982, elle changea de nom pour devenir The Natural World. Cette série existe toujours.

## Contenu
La majorité des documentaires sont consacrés à une espèce en particulier, à un écosystème ou à un concept scientifique (comme l'évolution par exemple). Bien que la plupart adoptent une approche scientifique ou éducative, certains anthropomorphisent leurs sujets ou filment simplement les animaux dans leur milieu naturel pour le plaisir du spectateur.
Parmi les réalisateurs et présentateurs de ce type de documentaires, on peut citer : Bernhard Grzimek, Jacques-Yves Cousteau, David Attenborough, Félix Rodríguez de la Fuente, Jean-Pierre Cuny, Jean-Marie Pelt, Hugo van Lawick, Marlin Perkins, Heinz Sielmann, Jeff Corwin, Mark Strickson, Neil Harraway, Werner Herzog, Steve Irwin, Nigel Marven, et Marty Stouffer.
Les Panda Awards sont décernés tous les deux ans pour les documentaires sur la nature, par la Wildscreen Trust, à Bristol.